# Шахт-Аудорф
Шахт-Аудорф (њем. Schacht-Audorf) општина је у њемачкој савезној држави Шлезвиг-Холштајн. Једно је од 165 општинских средишта округа Рендсбург. Према процјени из 2010. у општини је живјело 4.479 становника. Посједује регионалну шифру (AGS) 1058140, NUTS (DEF0B) и LOCODE (DE SAU) код.

## Географски и демографски подаци
Шахт-Аудорф се налази у савезној држави Шлезвиг-Холштајн у округу Рендсбург. Општина се налази на надморској висини од 12 метара. Површина општине износи 6,5 km². У самом мјесту је, према процјени из 2010. године, живјело 4.479 становника. Просјечна густина становништва износи 687 становника/km².